# Goniopectinidae
De Goniopectinidae zijn een familie van zeesterren uit de orde van de kamsterren (Paxillosida).

## Geslachten
- Goniopecten Perrier, 1881
- Pectinidiscus Ludwig, 1900
- Prionaster Verrill, 1899